# Atlético Nacional
Corporación Deportiva Club Atlético Nacional, mer känd som enbart Atlético Nacional, är en fotbollsklubb från staden Medellín i Colombia. Klubben grundades den 7 mars 1947. Klubben har vunnit Copa Libertadores två gånger, 1989 och 2016, och den inhemska ligan ett flertal gånger (per December 2024 hade Atlético Nacional vunnit ligan 18 gånger) och Copa Colombia 7 gånger. Dessutom vann klubben den numera nedlagda fotbollsturneringen Copa Merconorte 2 gånger, som enda lag att klara av den bedriften. Total har Nacional vunnit 35 titlar. 

## Kända spelare
Se också Spelare i Atlético Nacional
- Juan Camilo Zúñiga
- David Ospina

## Meriter
- Colombianska mästare (14 vinster):
  - 1954, 1973, 1976, 1981, 1991, 1994, 1999, 2005-A, 2007-A, 2007-F, 2011-A, 2013-A, 2013-F, 2014-A